# Торо, Абрахам
Абрахам Хосуэ Торо Эрнандес (исп. Abraham Josue Toro Hernandez, 20 декабря 1996, Лонгёй, Квебек) — канадский бейсболист венесуэльского происхождения, игрок третьей базы клуба Главной лиги бейсбола «Сиэтл Маринерс».

## Биография
Абрахам Торо родился 20 декабря 1996 года в Лонгёе в венесуэльской семье. Говорит на испанском, французском и английском языках. Его родители были школьными учителями. Подростком Торо играл в футбол и волейбол, в бейсбол он пришёл следом за старшим братом Дугласом, выступавшим за юниорскую команду «Дакс де Лонгёй». Он окончил школу имени Эдуара Монпети в Монреале, там же учился в колледже Ванье, затем поступил в Семинолский колледж во Флориде.
На драфте Главной лиги бейсбола 2016 года Торо был выбран «Хьюстоном» в пятом раунде. Бонус игроку при подписании контракта составил 250 тысяч долларов. Первый полный сезон в профессиональном бейсболе он провёл в 2017 году, выступая за «Трай-Сити Вэлли Кэтс» и «Квад-Ситиз Ривер Бэндитс». Суммарно Торо сыграл в 69 матчах. Большую часть времени он выходил на поле на третьей базе, а также действовал на позиции кэтчера. В 2018 году он играл за «Бьюис-Крик Астрос», вошёл в число участников Матча всех звёзд Каролинской лиги. В сезоне 2019 года Торо выступал на уровнях AA- и AAA-лиг за «Корпус-Кристи Хукс» и «Раунд-Рок Экспресс». В августе он впервые был вызван в основной состав «Астрос» и дебютировал в Главной лиге бейсбола. Он принял участие в 25 матчах регулярного чемпионата. По итогам сезона Торо был назван Игроком года в системе «Астрос». Также он получил награду лучшему канадскому игроку нападения в младших лигах по версии Canadian Baseball Network. В сокращённом из-за COVID-19 сезоне 2020 года Торо выходил на биту 87 раз, отбивая с эффективностью 14,9 %.
В 2021 году Торо провёл за «Астрос» 35 матчей, отбивая с показателем 21,1 %. В июле он стал игроком «Сиэтл Маринерс» в рамках обмена питчера Кендалла Грейвмана. Сразу после перехода он проявил себя на бите, в первых 32 матчах его эффективность составляла 31,2 %. В очной встрече против «Хьюстона» Торо выбил гранд-слэм-хоум-ран. В оставшейся части сезона он играл не так результативно, в последних 28 играх отбивая с показателем всего 18,3 %. Перед началом сезона 2022 года генеральный менеджер «Сиэтла» Джерри Дипото выразил надежду, что в лице Торо команда получит универсального игрока и лидера, сравнимого с Беном Зобристом, одним из лучших в чемпионском составе «Чикаго Кабс» в 2016 году.